# Euphyllodromia fluviatilis
Euphyllodromia fluviatilis är en kackerlacksart som beskrevs av Rehn, J. A. G. 1932. Euphyllodromia fluviatilis ingår i släktet Euphyllodromia och familjen småkackerlackor. Inga underarter finns listade i Catalogue of Life.